# Chrysovítsa
Chrysovítsa (Chrysovitsa) är en ort i Grekland.   Den ligger i prefekturen Nomós Ioannínon och regionen Epirus, i den centrala delen av landet, 300 km nordväst om huvudstaden Aten. Chrysovítsa ligger 939 meter över havet och antalet invånare är 446.
Terrängen runt Chrysovítsa är kuperad åt nordväst, men åt sydost är den bergig. Runt Chrysovítsa är det glesbefolkat, med 19 invånare per kvadratkilometer. Närmaste större samhälle är Metsovo, 9,2 km öster om Chrysovítsa. Omgivningarna runt Chrysovítsa är en mosaik av jordbruksmark och naturlig växtlighet.